# Антарктична конвергенція

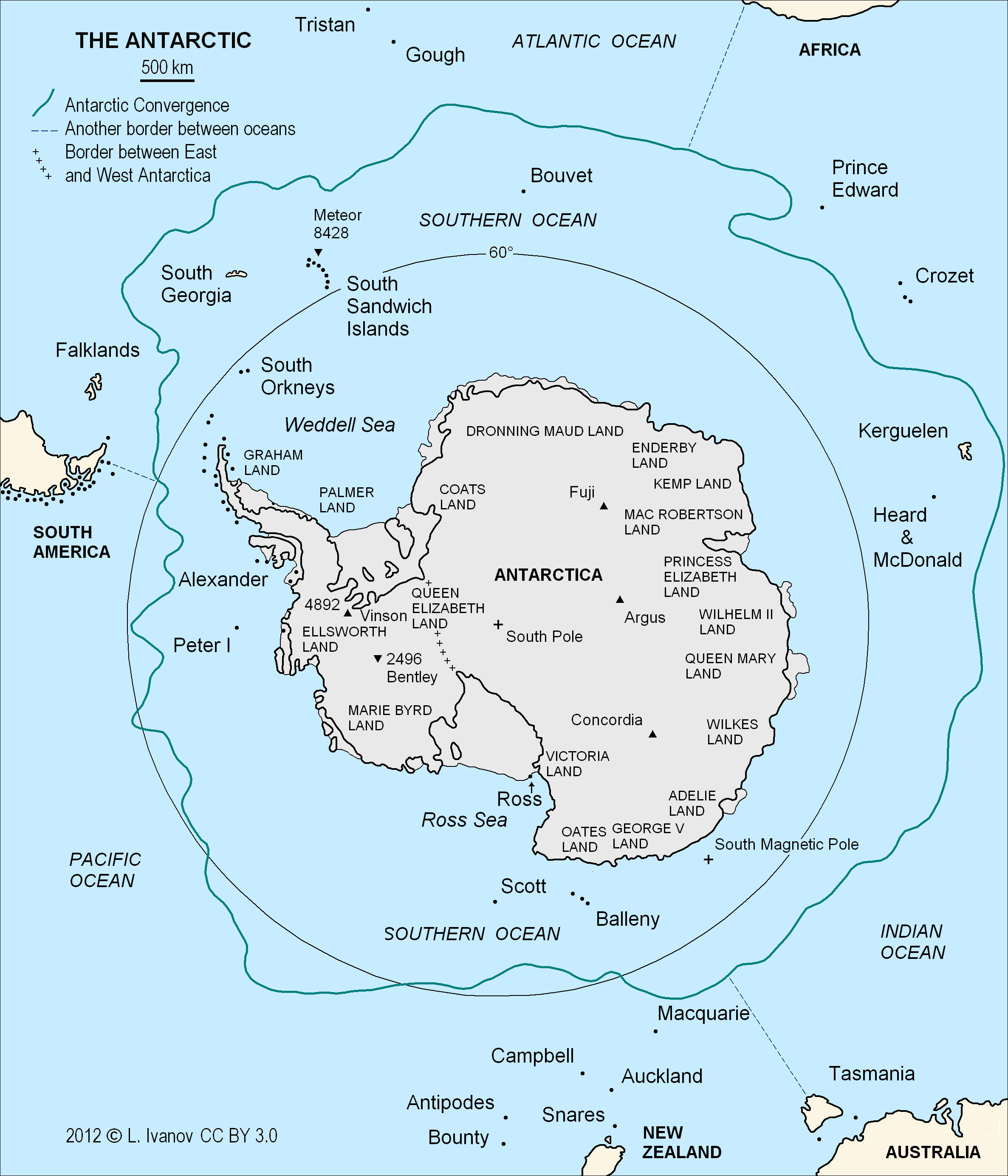
Синім позначена нерівна лінія, вздовж якої проходить зона антарктичної конвергенції.

Антарктична конвергенція або Антарктичний полярний фронт — зона Південного океану, що оточує Антарктику, в якій холодні, течуть на північ, води Антарктиди зустрічаються з більш теплими водами Тихого і Атлантичного океанів.

## Особливості
Зливаючись, більш щільні холодні води занурюються під теплі, а піднімаються глибинні води, багаті поживними речовинами, формують сприятливе середовище для антарктичного криля і інших морських організмів. Лінія антарктичної конвергенції розділяє собою два регіону, різних за кліматом і біологічного розмаїття. Райони уздовж лінії часто багаті рибою і морськими ссавцями.

## Розташування
Зона антарктичної конвергенції переміщається в залежності від часу року і довготи між 48-ю та 61-ю паралеллю південної широти і досягає ширини в 40-50 кілометрів. Як правило, при русі на південь, межа конвергенції точно визначається раптовим падінням температури морської води з 5,6 °C до рівня нижче 2 °С.
Вперше лінія антарктичної конвергенції була перетнута в 1675 році англійським купцем і мандрівником Антоні де ла Роше. У 1700 році англійський вчений Едмунд Галлей першим описав її у науковій роботі.
Відсутність аналогічної зони в Арктиці викликано сушею, яка оточує північний полярний регіон.